# Guerras de los valar contra Melkor
En el universo imaginario de J. R. R. Tolkien y en la novela póstuma El Silmarillion, las Guerras de los Valar contra Melkor son los conflictos bélicos entre los Valar por el dominio y la conformación de la Tierra Media. Enfrentó al vala maligno Melkor y sus ejércitos contra los Valar que respondían a Manwë.
Comenzaron desde la misma Creación de Arda, cuando Melkor alzó la Voz Discordante en la Música de los Ainur. Se sucedieron en las Edades Anteriores a las Edades del Sol y sin la participación de Elfos y Hombres. Salvo la última que se conoció como la Guerra de la Ira y que se libró en Beleriand.

## La primera guerra
Tras la concreción de Eä ante los ojos de los Ainur, Melkor la codició y comenzó una disputa con los Valar que habían decidido apoyar a Manwë en el embellecimiento del nuevo mundo; para esperar la llegada de los Elfos.
Fue así que comenzó la primera guerra y duró años incontables. Todo lo que los Valar construían de hermoso, Melkor lo destruía o lo convertía en algo horroroso. Así y todo la "(...)Tierra iba cobrando forma y haciéndose más firme..." (Ainulindalë)
Aun así, Melkor se iba sobreponiendo sobre sus enemigos, hasta que llegó Tulkas. Este, desde el Vacío Intemporal, había contemplado esta disputa y decidió corporizarse para tomar parte en ella. Con un inmenso poder y furia El Vala ahuyentó a Melkor, quien, temeroso abandonó Arda. Comenzó así lo que se conoció como la Primavera de Arda.
Pero el Señor Oscuro regresó subrepticiamente, aprovechando que los Valar y Maiar, realizaban una gran Fiesta en Almaren, celebrando la primavera del mundo y el casamiento de Tulkas. En un lugar muy alejado, en el Norte, construyó Utumno. Desde ahí lanzó un furibundo y sorpresivo ataque, destruyó las Grandes Lámparas; las cuales derramaron fuego y destruyeron muchas de las cosas bellas hechas por los Valar. 
Recobrados de la sorpresa los Valar persiguieron a Melkor, quien se refugió en su fría Fortaleza. A pesar de los intentos de Tulkas para capturarlo y someterlo, les fue imposible hacerlo pues "(...)necesitaban de casi todas sus fuerzas para apaciguar los tumultos de la Tierra y salvar de la ruina todo lo que pudiera ser salvado de lo que habían hecho." (Quenta Silmarillion cap I).
Al quedar destruida Almaren los Valar optaron por retirarse y trasladar su morada a Aman, a la que fortificaron. Así la Primera Guerra fue ganada por Melkor quien se adueñó de la Tierra Media.

## La Batalla de los Poderes
En Las Edades de los Árboles los Valar se reunieron en el Anillo del Juicio, para definir qué hacer ante la inminencia del Despertar de los Primeros Hijos de Ilúvatar. Fue entonces que tanto Yavanna, como Oromë contaron las terribles cosas que sucedían en la Tierra Media. Entonces, Tulkas propuso hacer la Guerra contra Melkor. Pero en esa ocasión Mandos lo detuvo recordándole que los Elfos debían despertar en la oscuridad y bajo la luz de las estrellas.
Cuando Oromë volvió con la noticia del Despertar de los Elfos y de cómo había visto el accionar de Melkor, corrompiéndolos y dando lugar a la creación de los Orcos; Manwë, tras consultar con Ilúvatar los volvió a reunir. Allí les transmitió la necesidad de recobrar el dominio de Arda, "a cualquier precio", y liberar a los Quendi del peligro de Melkor.
Los Valar se pusieron en marcha y cruzaron a la Tierra Media. Melkor les salió al encuentro en el Noroeste, en las cercanías de Angband, pero el poder de los Valar fue tal que pusieron en fuga a sus enemigos. La región quedó muy destruida y los servidores del Señor Oscuro huyeron a Utumno.
Entonces, los Valar llegaron a Cuiviénen y montaron guardia para proteger a los Elfos. En cambio, Tulkas y Oromë junto a un gran ejército pusieron sitio a La Fortaleza de Melkor. 
Muchas Batallas se sucedieron ahí hasta que Tulkas derribó las Puertas y penetró en las profundidades de la Fortaleza. Allí luchó contra Melkor, lo tendió de bruces contra el suelo, dominándolo, y lo ató fuertemente con la cadena Angainor. Al término de la Guerra, Melkor fue llevado ante Manwë quien lo condenó por Tres Edades a las moradas de Mandos, y la Tierra Media tuvo paz por muchos años.

## La destrucción de los Dos Árboles
Cuando Tres Edades de los Árboles hubieron pasado desde la Guerra de los Poderes, Melkor compareció ante los Valar en el Máhanaxar y fue liberado de su prisión en Mandos. Pero, al conocer la obra de los Eldar en Valinor y en Eldamar, sintió una profunda envidia de estos; aunque durante un largo tiempo la ocultó.
Por ese entonces Fëanor el más grande entre los Noldor, había construido los Silmarils y estos despertaron la envidia de Morgoth y, trató de entrar en confianza con los Noldor, para ser aceptado entre ellos y poder buscar el momento para echarle mano a las joyas, sembrando la desconfianza hacia los Valar. Su acción tuvo éxito pues pronto empezó a inflamar en los Elfos el deseo de libertad, más aún cuando estos se enteraron de la futura llegada de los Hombres.
Fëanor, que odiaba a Morgoth, también se prestó, inconscientemente, al juego del Vala Maligno, pues no solo celó a los Valar, sino a sus propios medios hermanos, dado que nunca aceptó que Finwë se volviese a casar. Fue así que el resquemor y la desconfianza se instaló en Eldamar, por culpa de Melkor. Pronto se desenvainaron las espadas entre los hermanos. Fue cuando Fingolfin intentaba convencer a su padre de que no debía prestar oídos a la intención de Fëanor de abandonar Valinor.
Este episodio obligó a Manwë a reunir a los Valar en el Anillo del Juicio y allí compareció El Mayor de la Casa de Finwë. Cuando quedó develada la trama organizada por Melkor, Tulkas fue a buscarlo, pero no lo encontró porque el Señor Oscuro había huido de Valinor. De todas maneras, Los Valar determinaron que Féanor dejara Eldamar para irse a vivir a Formenos porque consideraban que había tenido culpa.
Entre tanto Melkor volvió, subrepticiamente e intentó convencer a Fëanor de abandonar Aman, pero el Elfo se dio cuenta de su codicia y lo echó de Formenos. Con todo el odio renovado huyó de allí y se dirigió, primero a la Tierra Media y Luego volvió y se ocultó en Avathar. Allí tramó la venganza junto con Ungoliant, que vivía en una hondonada de las Pelóri.
Ambos se dirigieron hacia Valinor, ocultos bajo la espesa telaraña que había construido Ungoliant, que proyectaba una sombra tan oscura que nadie podía ver a través de ella. Con la ayuda de la No-luz llegaron hasta la Ezellohar, en el momento en que los Valar, junto a los Eldar celebraban una gran fiesta en el Taniquetil. Con un odio inmenso, Melkor hendió su lanza en las raíces y en el cuerpo de los Árboles, mientras la Araña sorbía la savia que brotaba de las heridas e introducía un poderoso veneno que terminó por matar a los Árboles.
Pronto llegó la oscuridad al Taniquetil y los cantos cesaron. Manwë ordenó que Oromé y Tulkas bajaran con sus ejércitos para destruir al enemigo. Pero al llegar la No-luz les impidió ver todo el desastre que había hecho Melkor; y cuando por fin pudieron despejar la oscuridad, el Vala Maligno ya no estaba allí. Se había dirigido a Formenos, asesinando a Finwë y robado los Silmaril, para luego cruzar presuroso a la Tierra Media. Fue así que otra vez el más grande y más malvado de los Valar se había salido con la suya...

## La Gran Batalla
La última guerra contra Morgoth tiene lugar a finales de la Primera Edad del Sol, cuando un ejército de Elfos, Hombres y Ainur libran una guerra sin cuartel conducidos por Eönwë, El Heraldo de Manwë.
El resultado de la Batalla dio como resultado la derrota total de las Huestes de Melkor, quien fue atado, de nuevo, con Angainor y arrojado al vacío intemporal.